# Bohumil Honzátko
Bohumil Honzátko (12. listopadu 1875 Stará Boleslav – 12. prosince 1950 Praha-Břevnov) byl český gymnasta, atlet a olympionik.
Reprezentoval Čechy na Olympijských hrách. Nejprve na athénských mezihrách v r. 1906, dále na LOH 1908 v gymnastice, na LOH 1912 v gymnastice a maratonu a také za Československo na LOH 1924 v maratonu.